# Liste der Straßen im historischen Stadtzentrum von Bukarest
Das historische Stadtzentrum von Bukarest (auch Lipscani) entstand im 16. Jahrhundert. Diese Liste führt die Straßen und die wichtigsten Bauten auf.

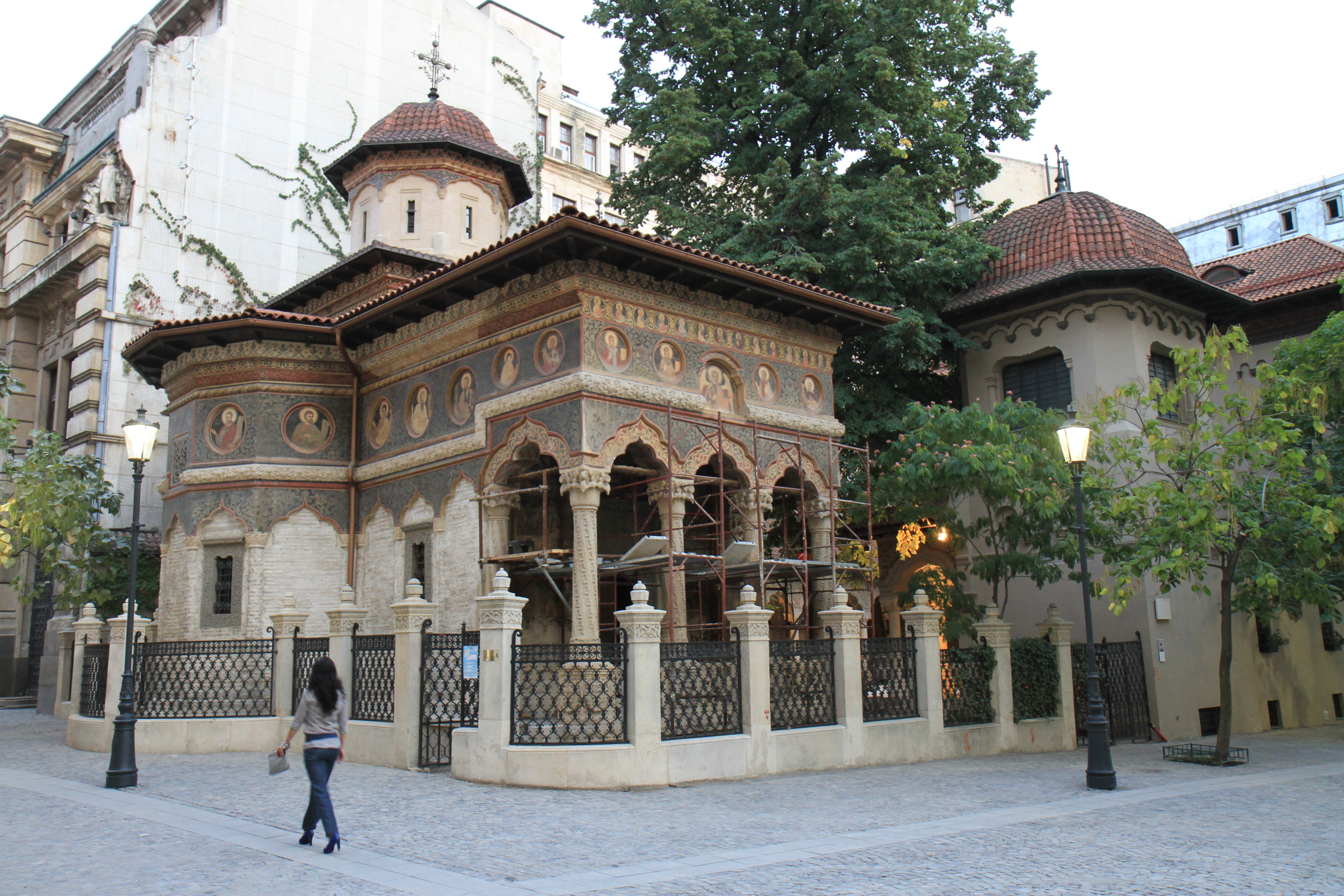
Die Stavropoleos-Kirche – Strada Stavropoleos, Strada Poștei

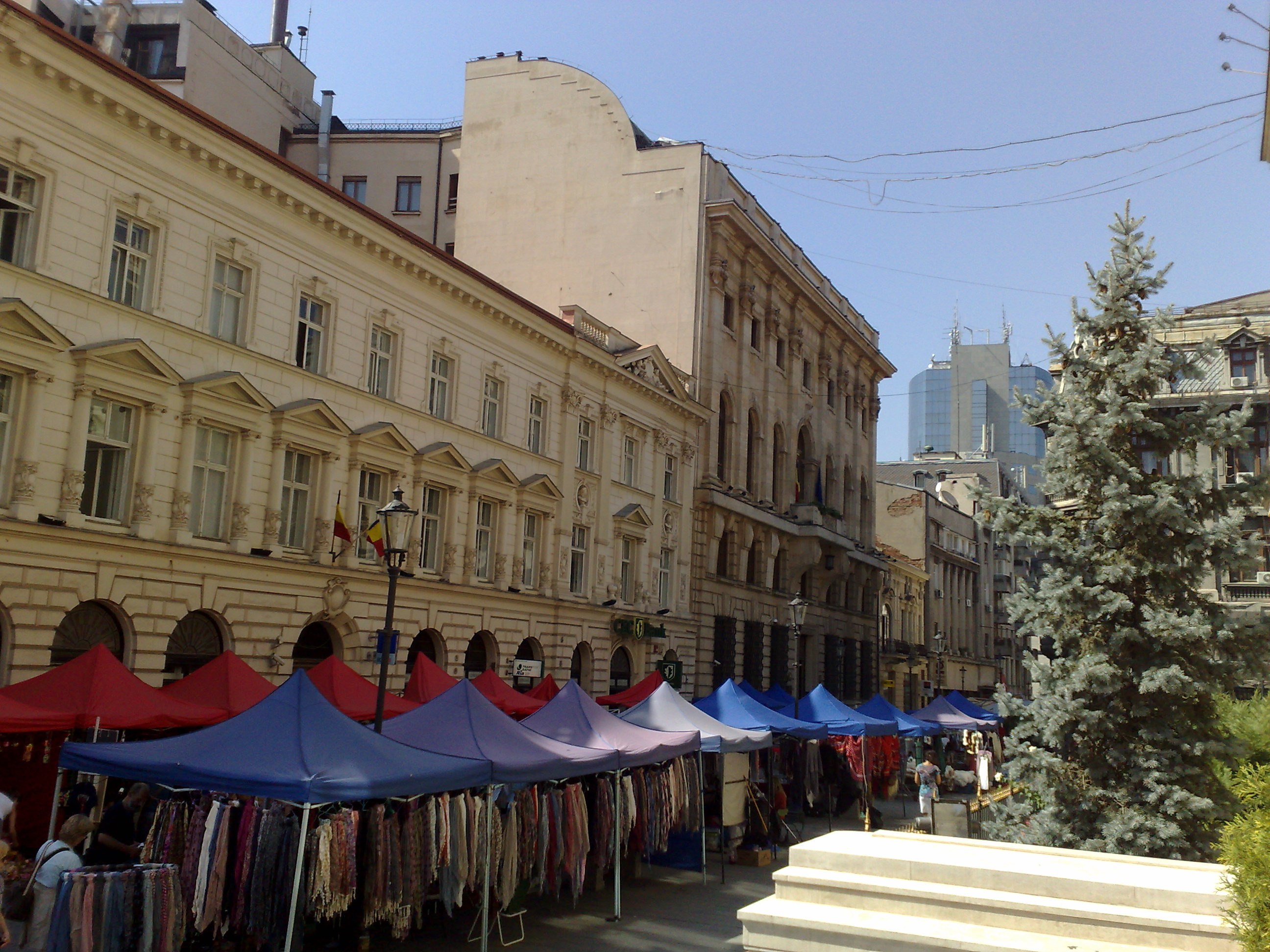
Auf der Leipziger Straße (Lipscani)

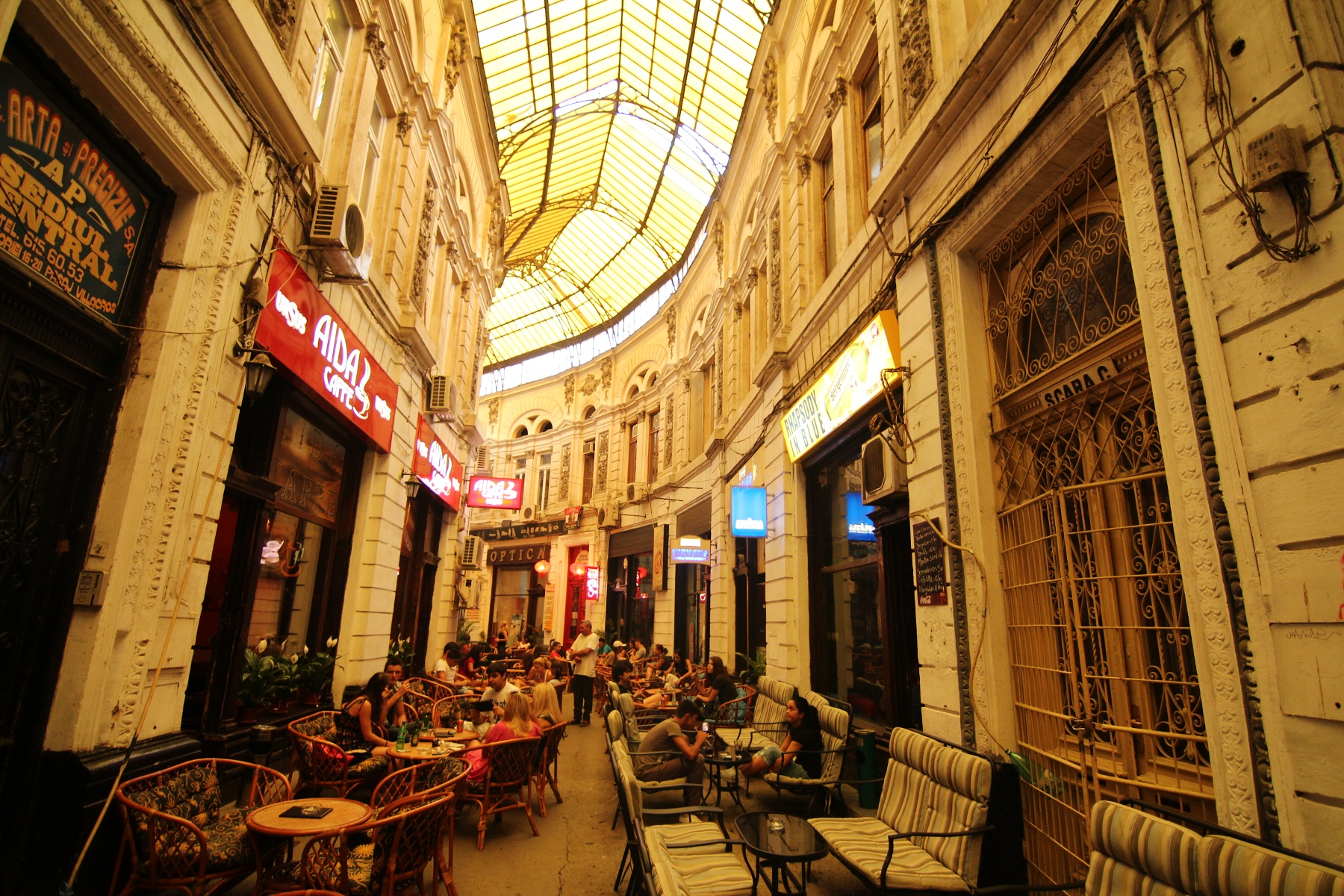
Die Macca-Villacrosse-Passage

| Straßennamen              | Wichtige Bauten |
| ------------------------- | --- |
| Strada Toma Caragiu       | Die Gebäude Adriatica-Trieste und Agricola-Fonciera |
| Strada Academiei          | Hotel Bristol |
| Strada Doamnei            | Die Bank Marmorosch-Blank, die Universität Spiru Haret, die alte Nationalbibliothek, die Bulgarische Kirche, der Palast des Metropoliten Nifon, die Doamnei-Kirche, die Spiru-Haret-Unitersität |
| Strada Ion Ghica          | Die Russische Kirche, der Suțu-Palast, die Rumänische Kommerzbank |
| Strada Ion Nistor         | |
| Strada Blănari            | Die Sankt-Nikolaus-Șelari-Kirche |
| Strada Smârdan            | Hotel Concordia |
| Strada Lipscani           | Die Rumänische Nationalbank, der Lindengasthof (Hanul cu Tei), der Palast der rumänischen Nationalbank (Palatul BNR), der Dacia-Palast, der Palast Dacia-România, das Lipscanitheater (Teatrul de pe Lipscani), das Victoria-Einkaufszentrum (Magazinul Victoria), die Neue St.-Georg-Kirche, der Chrissoveloni-Palast |
| Strada Șelari             | Der Rote Gasthof (Hanul Roşu) |
| Strada Gabroveni          | Der Gabroveni-Gasthof |
| Strada Covaci             | Das Alte Kaffeehaus (Cafeneaua veche) |
| Pasajul Francez           | |
| Strada Șepcari            | |
| Strada Franceză           | Hanul lui Manuc, der Alte Fürstenhof und seine Kirche, das ehemalige Hotel Königin Maria, das Cassandra-Studio, der Palast der Post (Nationales Geschichtsmuseum), die Ökologie-Universität, der alte Lottopalast |
| Strada Căldărari          | das Hotel Europa Royal |
| Pasajul Macca-Villacrosse | |
| Strada Eugen Carada       | |
| Strada Stavropoleos       | die Stavropoleos-Kirche, das Restaurant Carul cu Bere |
| Strada Poștei             | das Geschichtsmuseum, das Stavropoleos-Kloster |
| Strada Sfântul Dumitru    | die Sankt-Demetrius-Kirche, das Komödien-Theater |
| Strada Nicolae Tonitza    | Die Hochhäuser Adriatica-Trieste und Agricola-Fonciera |
| Strada Ion C. Filitti     | |
| Strada Ion Nistor         | |
| Intrarea Nicolae Șelari   | |
| Strada Zarafi             | |